# Языки Литвы

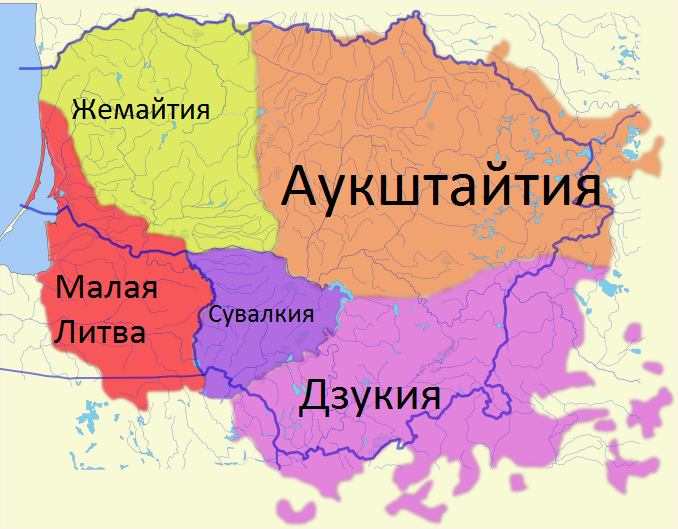
Этнокультурные исторические регионы Литвы

Языки Литвы — языки, использующиеся на территории Литвы.
Государственным языком Литвы является литовский язык, один из балтийских языков, родной, по данным переписи 2021 года, для 85,33 % населения Литвы (около 2,43 млн человек). С 1 мая 2004 года литовский язык объявлен одним из официальных языков Европейского союза. 

## История
Носители древнерусского языка издавна проживали и численно доминировали на славянских землях Великого княжества Литовского. Впоследствии русскоязычные жители появились в некотором количестве и на этнически литовских землях вследствие эмиграции старообрядцев, затем после включения Литвы в состав Российской империи (1795).
Ранее, в XVI—XVII веках польский язык в качестве языка католической церкви и социальной элиты занял доминирующее положение и получил распространение в городах, местечках, дворянских усадьбах. Помимо того, в Литве, особенно в окрестностях Вильнюса, селились значительные группы поляков, ассимилируя и часть собственно местного населения. В это время польский язык становится господствующим на территории Восточной Европы и Литвы, затем в XIX веке и по настоящее время уступает место русскому.
В XIX веке российскими властями проводилась своеобразная языковая политика в отношении литовцев: стремясь минимизировать сильное польское влияние на язык и культуру литовцев, алфавит литовского языка был официально переведён на кириллицу. В 1864 году было запрещено использовать в печати латиницу, однако книгоиздание на латинице продолжало осуществляться литовцами в соседней Пруссии.
В советское время польский язык окончательно утратил функции языка межнационального общения, продолжая сохраняться, однако, как основной язык достаточно многочисленной польской общины (7 % населения страны). В качестве средства межэтнической коммуникации распространение получил русский язык, особенно в крупных городах, однако в отличие от других республик СССР (например, Казахской или Киргизской) позиции литовского языка в обществе оставались достаточно сильными и без его знания было трудно продвигаться по служебной лестнице. Русский был родным для 10 % населения страны; им пользовались также переселенцы из других республик СССР.

## Современная ситуация

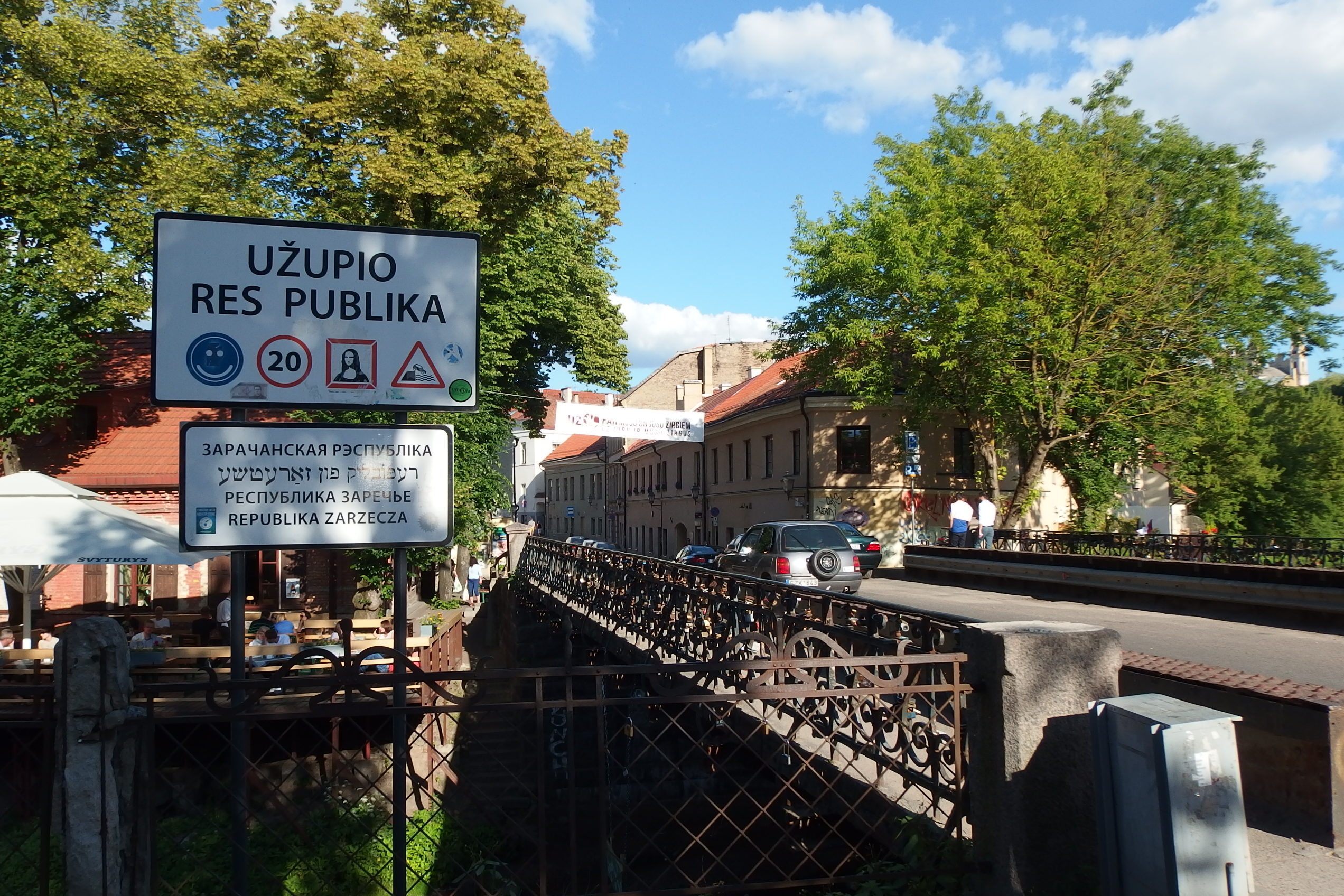
Знак перед въездом в район Ужупис на литовском, белорусском, идише, русском и польском языках

После значительного спада интереса к русскому языку, он вновь становится популярным в современной Литве. Интерес к польскому языку в Литве, наоборот, подскочил в начале 1990-х годов, однако затем несколько спал и остаётся на стабильном уровне, поддерживаемый соседством Польши и членством обеих стран в Евросоюзе.
В Литве, в отличие от других стран Балтии, достаточно демократичное отношение к польскому и русскому языкам. В стране, особенно в местах компактного проживания этих меньшинств, действует сеть школ с преподаванием на русском (города Висагинас, Клайпеда, Электренай, Вильнюс) и польском языках, школа с преподаванием на белорусском языке, а также классы с преподаванием на русском и польском языках в литовских и смешанных (литовско-русских, литовско-польских, русско-польских, литовско-русско-польских) школах. По данным на начало 2000/2001 учебного года на русском языке обучалось 40 978 учеников (7,1 % от общего количества учащихся в стране), 2002/2003 — 33 827 (6,0 %), 2003/2004 — 30 606 (5,5 %); на польском языке соответственно 21 940 (3,8 %), 21 314 (3,7 %), 20 549 (3,7 %), на белорусском — 207, 175 и 159 человек. В 2004/2005 учебном году в 54 школах с преподаванием на русском языке обучалось 22 880 человек, в 2007/2008 — в 41 русскоязычных школах — 15 978 учащихся; в 64 школах с польским языком обучения в 2004/2005 учебном году число учеников составляло 13 231 человек, в 2007/2008 в 62 польскоязычных школах обучалось 11 338 учащихся, в единственной белорусскоязычной школе соответственно 138 и 134 человека.
Количество обучающихся в школах на польском языке после Второй мировой войны снижалось и к 1988 году достигло самого низкого уровня в 9 995 учеников (2,0 % от общего числа учеников в республике), затем стремительно росло, ежегодно на 700—1000 человек (1990 — 11 407; 2,3 %; 1991 — 12 611; 2,5 %; 1992 — 13 881; 2,8 %) и в 2000 году составило 22 303 человека (3,8 %). Уменьшение учащихся в польских школах в последующие году (2001 — 21 710; 2002 — 21 232) объясняется общим демографическим спадом в стране.
Несмотря на существенный спад набора в русские школы, русский язык остаётся самым популярным иностранным языком в литовских и польских школах. По данным на 2006 год в этой категории учащихся 73 % выбрали для изучения русский язык, однако только как второй иностранный язык. После сильного спада в начале 1990-х количество изучающих русских поднялось и стабилизировалось на достаточно высоком уровне.
Польский имеет некоторое распространение в Вильнюсском уезде (около 27 % населения уезда считает его родным). 
Из-за, в несколько раз меньшего по сравнению с другими странами Балтии, славянского (поляков, русских, белорусов и украинцев) и другого не титульного населения, в Литве национальным меньшинствам в большей степени свойствен билингвизм, то есть владение родным языком и государственном. Особая языковая ситуация складывается в Вильнюсе, где значительную часть населения составляют жители славянских национальностей, особенно поляки. В некоторых районах (например, в восточной Литве) русские владеют также польским или белорусским языками и их диалектами. Вторым по численности родным языком в Литве является русский (см. Русский язык в Литве). 
По состоянию на 2018 год в Литве действуют 107 общеобразовательных школ и 91 дошкольное учреждение с образованием на языках национальных меньшинств. В них обучаются 36 тысяч человек. Из них более 20 тысяч учились на русском языке, более 15 тысяч на польском языке, 233 на белорусском языке, 42 на идише (только в дошкольных учреждениях). Самоуправления, где национальные меньшинства проживают в более моноэтнических и густонаселенных районах с большим количеством детей школьного и дошкольного возраста, создают образовательные учреждения, осуществляющие образовательные программы на языках этих национальных меньшинств. Там, где детей из числа национальных меньшинств слишком мало для создания учебного заведения или где этнический состав населения довольно неоднороден, муниципалитеты открывают многоязычные школы, в которых осуществляется обучение на нескольких языках. В последние годы количество общеобразовательных школ с обучением на польском и русском языках, а также многоязычных школ падает, но в дошкольных учебных заведениях при аналогичном падении количества учреждений с обучением на польском и русском языках, количества многоязычных дошкольных учебных заведений растёт. Самая обширная сеть из дошкольных учебных заведений и общеобразовательных школ на языках национальных меньшинств находится на юго-востоке Литвы, так как, там в основном сосредоточенны самые большие группы литовских национальных меньшинств — поляки и русские. Больше всего дошкольных учебных заведений с польским языком обучения расположено в Вильнюсском, Шальчининкайском и Тракайском уездах. Больше всего дошкольных учебных заведений с русским языком обучения расположено Вильнюсе и Клайпеде. По состоянию на 2018 год в Литве действуют 49 школ с польским языком обучения, 27 школ с русским языком обучения, 1 школа с белорусским языком обучения и 30 многоязычных школ, из них 11 школ с литовским и русским языком обучения, 7 школ с литовским и польским языком обучения, 7 школ с русским и польским языком обучения и 5 школ с литовским, русским и польским языком обучения. По состоянию на 2018 год в Литве процент учащихся общеобразовательных школ по языкам обучения в стране таков: 90,6 % получали образование на литовском; 3,5 % получали образование на русском языке; 2,8 % получали образование на польском языке; 3,1 % получали образование на других языках.
По данным переписи 2021 года, литовский язык родным назвали 85,33 % населения Литвы, русский — 6,79 %, польский — 5,12 %, белорусский — 0,24 %, украинский — 0,17 %, другие языки — 0,61 %, два языка — 1,75 %.